# REINA Joshi Puroresu
REINA X WORLD, generalmente conocida como REINA, es una promoción de lucha libre profesional japonesa fundada el 8 de mayo de 2011. La promoción fue creada por Ankei Tamashiro como Universal Woman's Pro Wrestling, sin embargo el 24 de mayo de 2012 cambió su nombre por el de REINA X WORLD. REINA actualmente mantiene relaciones de trabajo con el Consejo Mundial de Lucha Libre de México y SHIMMER Women Athletes de Estados Unidos.

## Historia
La Universal Woman's Pro Wrestling REINA fue fundada a principios de 2011 por Ankei Tamashiro. El 8 de mayo de 2011 realizó un evento junto a estrellas del Consejo Mundial de Lucha Libre en el Shinjuku FACE de Kabukichō, Tokio, en el cual, durante el sexto combate de la noche, Aki Kanbayashi se convirtió en la nueva Campeona Internacional Femenil de la TLW tras vencer a la americana Kelly Skater. El título de la Total Lethal Wrestling se convirtió en el primer campeonato de la promoción.
El 7 de agosto se anunció la creación del Campeonato Internacional Junior del CMLL-REINA, en el cual se obtendría al primer campeón a través de una eliminatoria que contaría con luchadoras de ambas empresas. En dicho torneo, la luchadora puertorriqueña Zeuxis fue colocada automáticamente en una de las semifinales, debido a la gran demostración que hizo a lo largo de su primera gira por Japón, según el CMLL. El 10 de septiembre de 2011, Ray se convirtió en la nueva Campeona Internacional Junior tras vencer a Zeuxis en Edogawa, Tokio.
El 13 de septiembre de 2011 se anunció a través del sitio corporativo de REINA que durante los días 23 y 24 de septiembre se realizará un torneo de cuatro equipos representativos de Canadá, Estados Unidos, Japón y México para buscar las nuevas Campeonas Mundiales en Parejas de REINA. El 24 de septiembre de 2011, la pareja del Consejo Mundial de Lucha Libre representante de México conformado por La Comandante y Zeuxis se convirtieron en las nuevas campeonas tras derrotar a la pareja de Canadá formado por Nicole Matthews y Portia Perez.

## Estrellas
- Aki Kanbayashi
- Aoi Ishibashi
- Mia Yim

## Campeonatos
| Campeonato                                   | Campeón Actual        | Obtenido el             | Lugar              |
| -------------------------------------------- | --------------------- | ----------------------- | ------------------ |
| CMLL-REINA International Championship        | Amapola               | 20 de abril de 2014     | Ciudad de México   |
| CMLL-REINA International Junior Championship | Silueta               | 30 de agosto de 2014    | Bunkyō, Japón      |
| REINA World Tag Team Championship            | Aoi Kizuki & Tsukushi | 31 de diciembre de 2012 | Tokio              |
| REINA World Women's Championship             | Yumiko Hotta          | 23 de noviembre de 2011 | Yokohama, Kanagawa |
| TLW International Women's Championship       | Aki Kanbayashi        | 8 de mayo de 2011       | Kabukichō, Tokio   |

## Torneos
| Torneo          | Luchador     | Obtenido el             |
| --------------- | ------------ | ----------------------- |
| Radio Japan Cup | Yumiko Hotta | 23 de noviembre de 2011 |